# هاوچین
هاوچین (به فرانسوی: Houchin) یک کمون در فرانسه است که در پا-دو-کاله واقع شده‌است.

## خصوصیات
هاوچین ۴٫۵ کیلومترمربع مساحت و ۷۱۱ نفر جمعیت دارد و ۷۵ متر بالاتر از سطح دریا واقع شده‌است.